# Marian van de Wal
Marian van de Wal, sångerska född 21 januari 1970 i Vianen i Nederländerna. Hon är sedan några år bosatt i Andorra där hon driver ett hotell i staden L'Aldosa. 

## Eurovision Song Contest
I slutet av 2004 valdes hon som Andorras representant i Eurovision Song Contest 2005 i Kiev, Ukraina. Vid den nationella finalen i början av 2005 framförde hon tre låtar; No Demanis, Dóna'm La Pau och La Mirada Interior. Efter omröstningen (jury och SMS) stod La Mirada Interior som segrare. 
Hon uppträdde i Eurovisionens semifinal, men tog sig inte vidare till finalen. En av hennes bakgrundssångerskor vid framträdandet var Anabel Conde som representerade Spanien 1995 och kom tvåa. 
2007 avlämnade Marian Andorras röster i Eurovisionen. 
En del Eurovisionsfans kallar henne El Cavall - gudinnan som kom till jorden för att ge fred, ljus och harmoni - vilket hon även sjunger i sitt tävlingsbidrag (katalanska: pau, llum i harmonia).